# Consul (motorfiets)
Consul is een Brits historisch merk van motorfietsen.
De bedrijfsnaam was: Johnson, Burton & Theobald Ltd., Norwich
Johnson, Burton & Theobald leverden van 1922 tot 1924 motorfietsen, waarbij ze aanvankelijk gebruikmaakten van de populaire 269cc-Villiers-inbouwmotoren, die in open frames werden gemonteerd. In het laatste stadium gebruikte men echter ook binnen het eigen bedrijf ontwikkelde 250cc-motoren.